# Мікроцикас красивокронний
Мікроцикас красивокронний (лат. Microcycas calocoma) — монотиповий вид голонасінних рослин класу саговникоподібні (Cycadopsida).
Етимологія: назва роду буквально означає невеликий саговник, що неправильно, адже вид належить до іншої родини рослин. Видовий епітет означає «красива крона з листя».

## Опис
Стовбури деревовиді, до 10 м, висотою, 60 см діаметром біля основи. Пилкових шишок 1, циліндрична, короткочерешчата, жовтувато-коричнева, завдовжки 25-30 см і 5-8 см у діаметрі. Насіннєві шишки широко циліндричні, короткочерешчаті, жовтувато-коричневі, довжиною 50-90 см і 13-16 см у діаметрі. Насіння яйцеподібне, 3,5-4 см, 2-2,5 см у діаметрі, саркотеста від рожевого до червоного кольору. 2n = 16.

## Поширення, екологія
Ендемік гірських районах провінції Пінар-дель-Ріо в далекій західній Кубі. Популяції розкидані як на низинних так гірських ділянках, причому останні у дуже пересіченій місцевості. Рослини ростуть у трьох типах ґрунтів, юрський лужний вапняк, більш-менш піщані кислі ґрунти, і кременисті глини з рН між 5,4 і 6,9. Середовище проживання змінюються від луків до, найчастіше, соснових або напівлистяних лісів та умови варіюються від повного сонця до глибокої тіні.

## Загрози та охорона
Рослини страждають від руйнування середовища проживання, помірного в порівнянні з надмірним збором рослин з дикої природи. Репродуктивна недостатність (вимирання запильників) є проблемою, хоча це все ще потребує перевірки. Рослини під охороною в національному парку англ. Vinales Nationl Park. Національний ботанічний сад Куби має 156 живих екземплярів у своїй колекції.

## Джерела

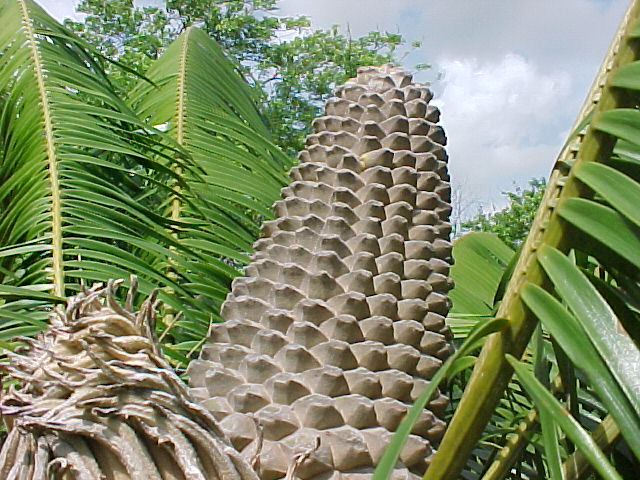
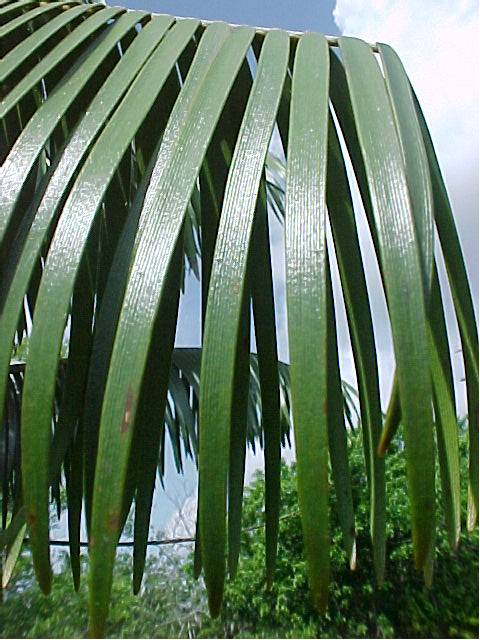
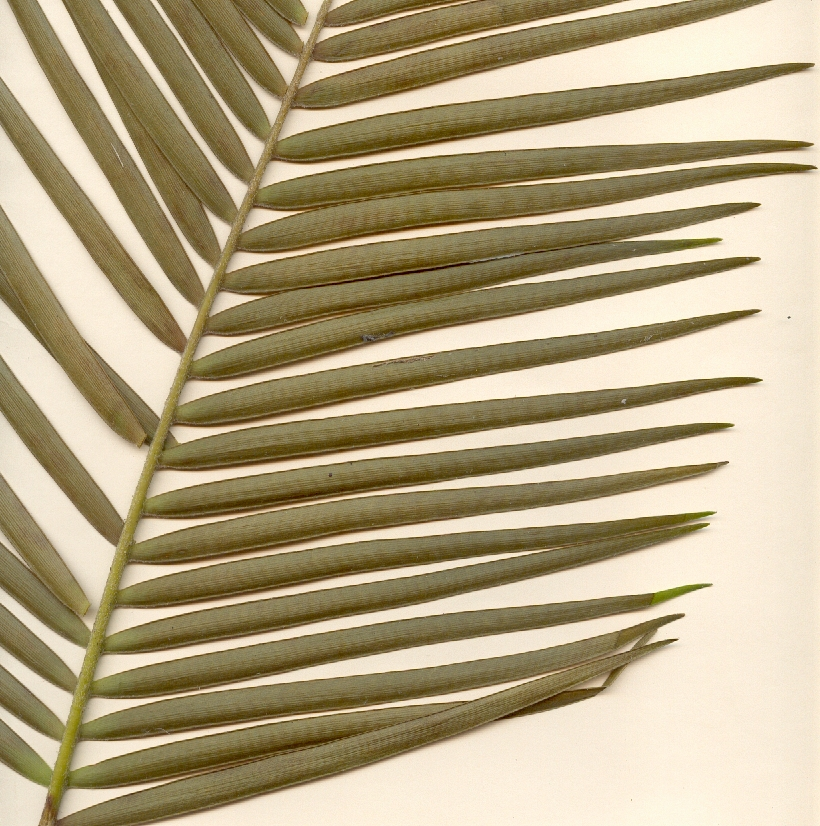
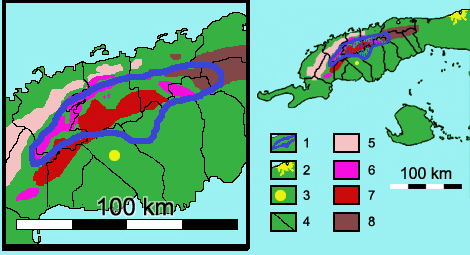
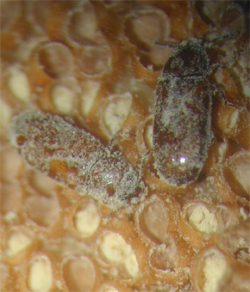